# Nhà thờ Đức Mẹ Đồng trinh và Thánh Giuse
Nhà thờ Đức Mẹ Đồng trinh và Thánh Giuse (tiếng Ba Lan: Kościół Wniebowzięcia NMP i św. Józefa Oblubieńca), còn được biết đến với tên gọi Nhà thờ Carmelite, hay Nhà thờ Cát Minh, là một nhà thờ Công giáo La Mã, tọa lạc tại số 52/54 Phố Krakowskie Przedmieście, Warsaw, Ba Lan. Diện mạo hiện tại của nhà thờ có từ thế kỷ 17. Mặt tiền của Nhà thờ Carmelite mang phong cách Cổ điển được xây dựng vào giai đoạn 1761-1783. Nhà thờ này nổi tiếng với kiến trúc hình tháp chuông, có hình dạng giống như một chiếc lư hương. Nhà thờ có tên trong danh sách di tích.

## Lịch sử
Nhà thờ hiện tại là công trình kiến trúc thứ hai được dựng lên. Ban đầu, nơi đây là địa điểm của một nhà thờ bằng gỗ được xây dựng vào năm 1643. Tuy nhiên, di tích đó đã bị người Thụy Điển và người Đức thiêu rụi vào những năm 1650. Nhà thờ mới mang phong cách Baroque được Tổng giám mục người Ba Lan Michał Stefan Radziejowski xây dựng vào giai đoạn 1661-1681. Mặt tiền của Nhà thờ Carmelite được kiến trúc sư Efraim Szreger thiết kế theo phong cách Cổ điển vào giai đoạn 1761-1783.

## Các nghệ sĩ huyền thoại
Nhiều nghệ sĩ huyền thoại từng đóng góp cho sự phát triển của Nhà thờ Carmelite như:
- Nhà soạn nhạc lừng danh - Frédéric Chopin từng biểu diễn với cây đàn organ trong nhà thờ.[3]
- Họa sĩ nổi tiếng vào thế kỷ 18 - Szymon Czechowicz đã tô điểm nhà thờ bằng các bức tranh.
- Họa sĩ hàng đầu - Franciszek Smuglewicz cũng góp phần trang trí nhà thờ.

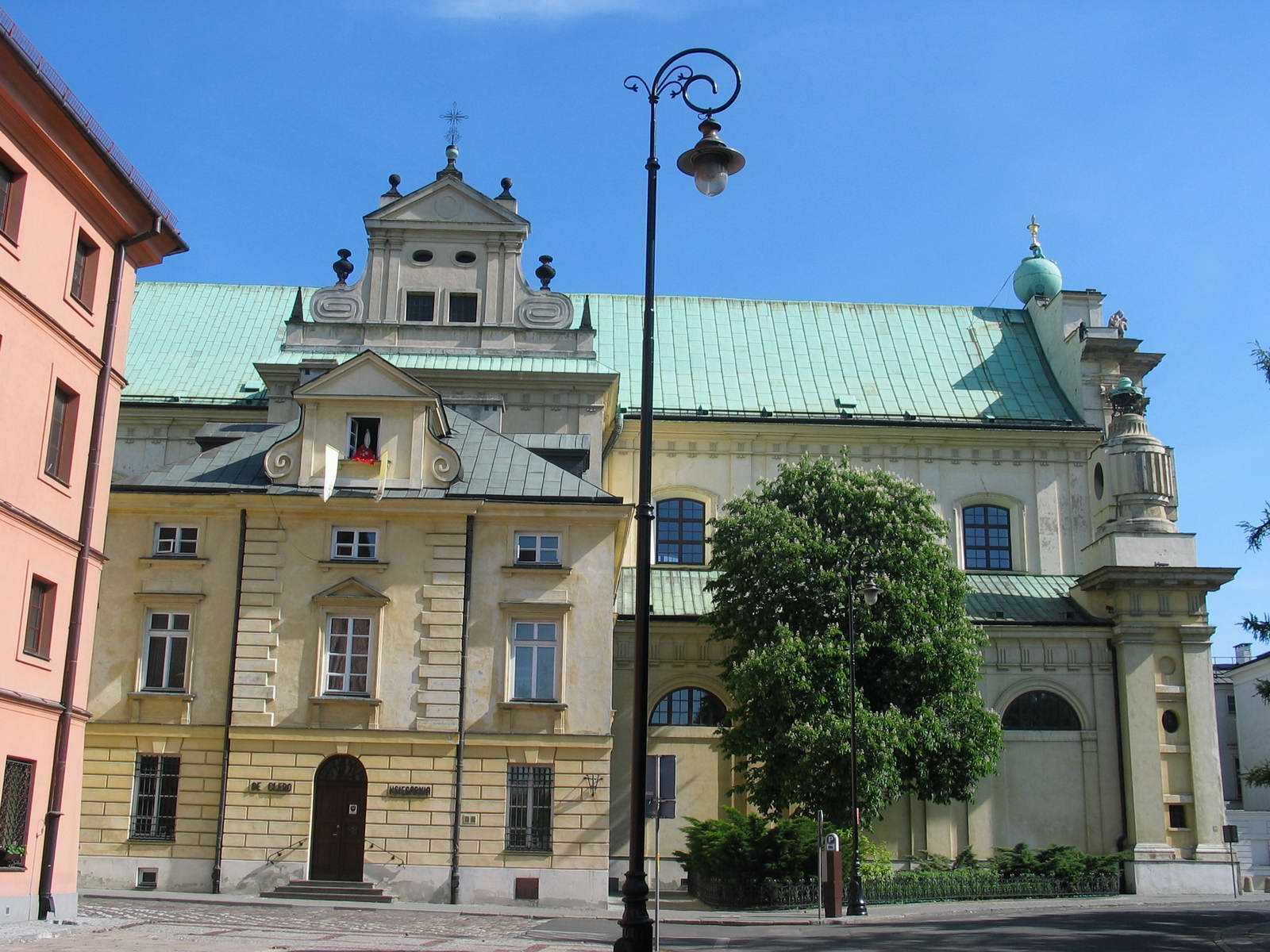
Kiến trúc Baroque (nhìn từ phía Tây Bắc)
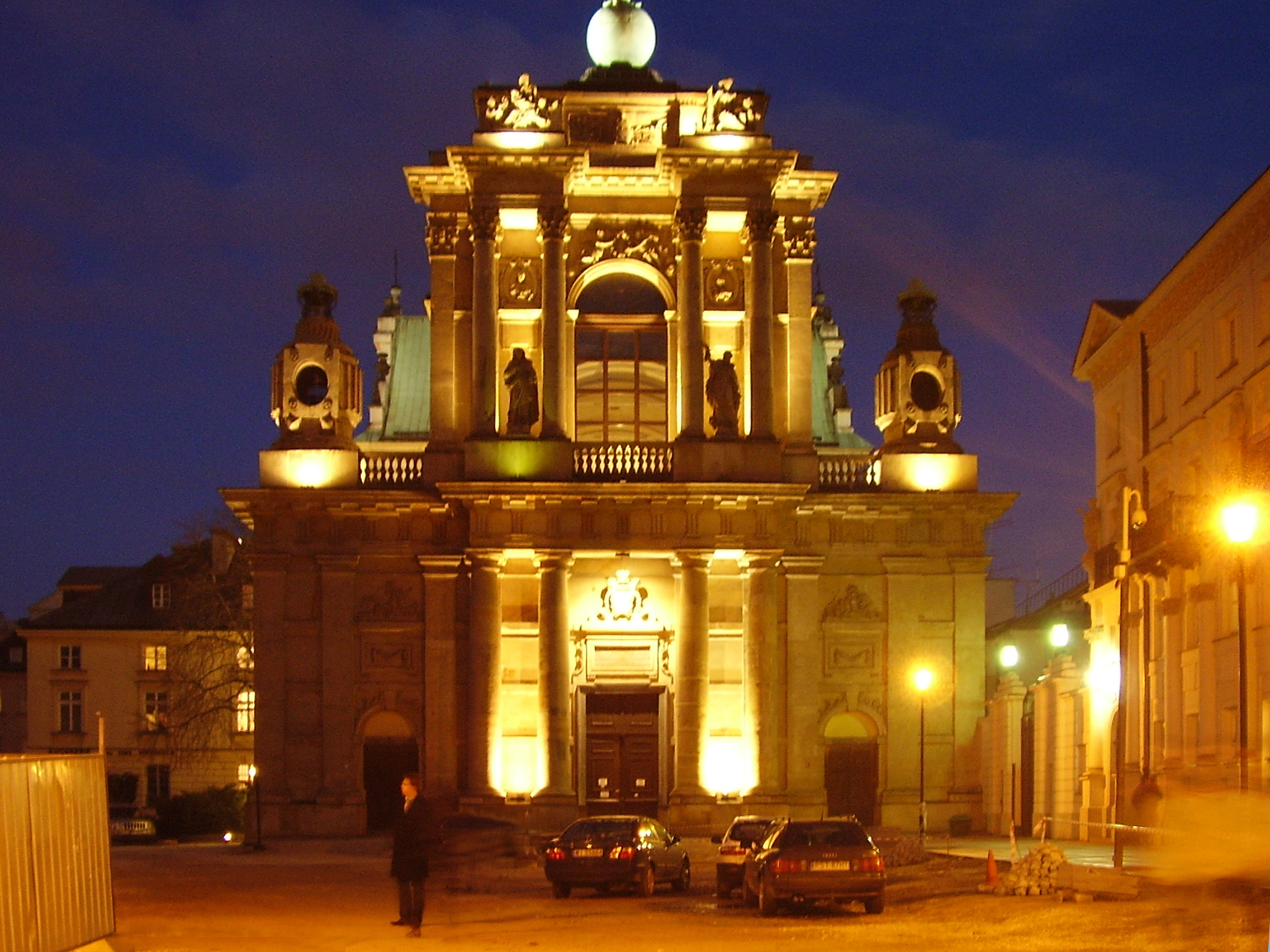
Nhà thờ đêm Phục sinh (2008)